# マーシ・ショア
マーシ・ショア（Marci Shore、1972年 - ）は、イェール大学准教授を経て2025年にトロント大学教授となる。夫は歴史学者のティモシー・スナイダートロント大学教授。 

## 来歴・人物
スタンフォード大学卒業、トロント大学で修士号、スタンフォード大学で博士号を取得。
2022年にわが国での初めての翻訳書が、『ウクライナの夜：革命と侵攻の現代史』（池田年穂訳）として出版された。 

## 著作
- The Ukrainian Night: An Intimate History of Revolution (Yale University Press, 2017)　（『ウクライナの夜：革命と侵攻の現代史』、池田年穂訳、慶応義塾大学出版会、2022年）
- The Taste of Ashes (Crown Books/Random House, 2013, UK edition: Heinemann, German edition: Beck, Polish edition: Świat Ksiazki)
- Caviar and Ashes: A Warsaw Generation's Life and Death in Marxism, 1918-1968 (Yale University Press, 2006, Polish edition: Świat Ksiazki, 2008)

### 訳書
- Michał Głowiński's The Black Seasons (Northwestern University Press, 2005)